# Lingua cumana
La lingua cumana era una lingua turca parlata dai cumani.

## Storia
I cumani erano il ramo occidentale dei Kipčaki. Nel X secolo emigrarono dall'Asia centrale ai territori a nord del Mar Nero e del Mar Caspio, per poi spostarsi nel XIII secolo nella regione dell'Europa centrale che da loro prese il nome di Cumania.
La lingua si estinse nel XVI secolo. È documentata nel Codex Cumanicus del 1303, un dizionario trilingue latino-persiano-cumano.